# Anatoly Libgober
Anatoly Libgober (Mosca, 1949) è un matematico statunitense.
È noto per i suoi lavori in geometria algebrica e topologia delle varietà algebriche.

## Biografia
Anatoly Libgober è nato nella Mosca dell'Unione Sovietica nel 1949 e emigrato in Israele nel 1973 dopo aver partecipato attivamente al movimento per il cambio delle policy di immigrazione del Soviet. Ha studiato con Yuri Manin all'Universitatà Statale di Mosca e con Boris Moishezon all'Università di Tel Aviv dove ha concluso il suo dottorato nel 1977 mentre era già all'Institute
for Advanced Studies (Princeton, N.J) con una borsa post dottorato. Ha tenuto lezioni durante lunghi periodi di permanenza, tra gli altri, all'Institut des hautes études scientifiques (Bures sur Ivette, France), al Max Planck Institute in Bonn (Germany), al Mathematical Sciences Research Institute in Berkeley , alla Harvard University e Columbia University. Attualmente è Professore Emerito all'University of Illinois at Chicago dove ha lavorato fino al pensionamento nel 2010.

## Carriera
I primi lavori di Anatoly Libgober studiano il tipo di diffeomorfismo delle intersezioni complete negli spazi proiettivi complessi. Questo ha successivamente portato alla scoperta delle relazioni tra numeri di Hodge e Chern. 
Ha introdotto la tecnica dei polinomi di Alexander nello studio del gruppo fondamentale del complementare di curve algebriche piane. Questo ha portato al Teorema di divisibilità di Libgober e a relazioni esplicite tra questi gruppi fondamentali, posizioni di singolarità e invarianti locali delle singolarità (le costanti delle quasi-adjunction). Successivamente ha introdotto la varietà caratteristica dei gruppi fondamentali ottenendo una estensione multivariabile dei polinomi di Alexander e ha applicato questi metodi allo studio dei gruppi di omotopia del complementare di ipersuperfici proiettive e alla topologia degli arrangiamenti di iperpiani.
All'inizio degli anni '90 ha iniziato uno studio sull'interazione tra la geometria algebrica e la fisica dimostrando congetture sulle simmetrie a specchio nel caso del numero di curve razionali nelle intersezioni complete negli spazi proiettivi e sviluppando la teoria del genere ellittico di varietà algebriche singolari.